# Skaldjurslasagne

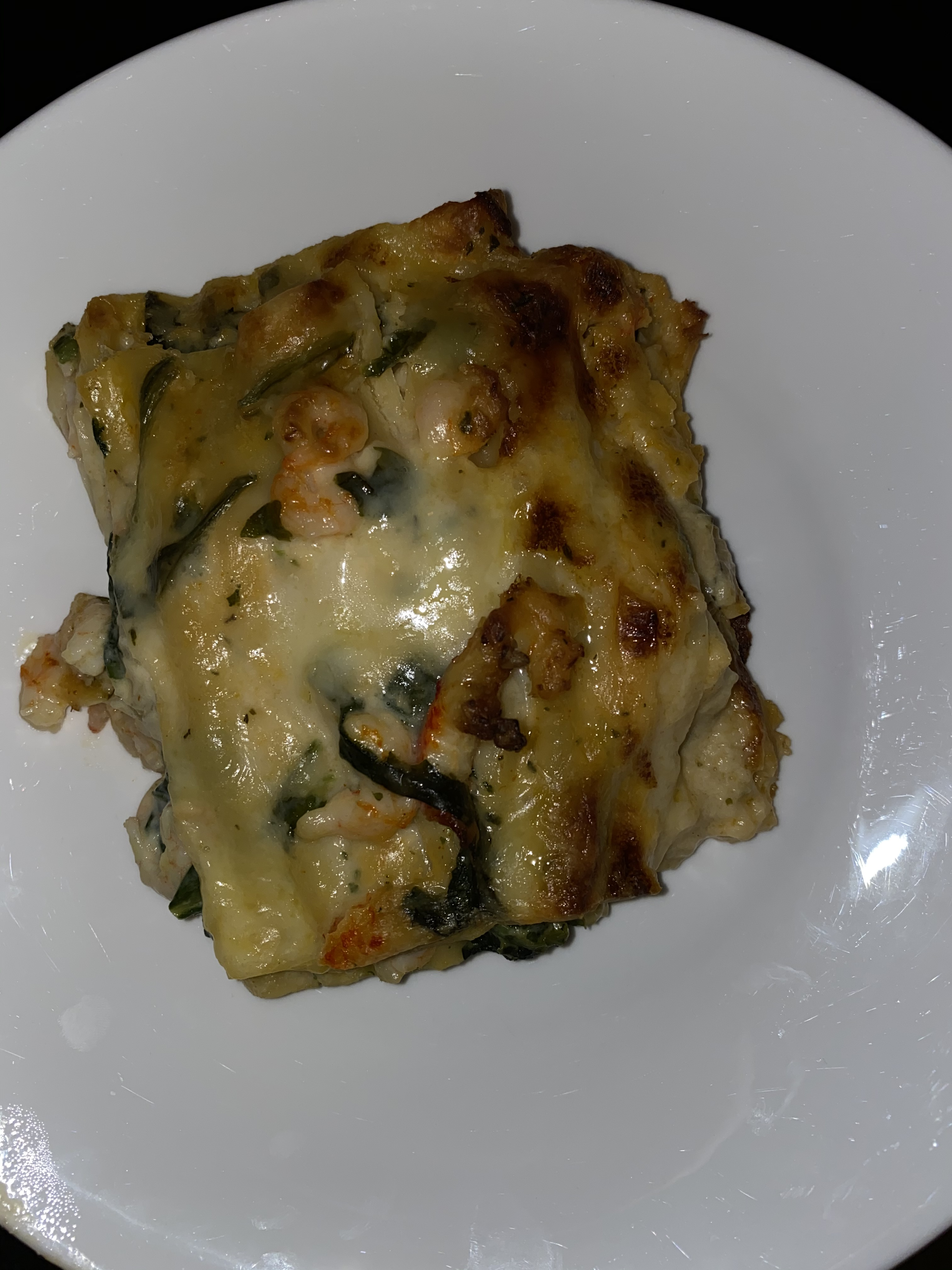
Skaldjurslasagne

Skaldjurslasagne är en ugnsgratinerad maträtt som består till stora delar av pastaplattor, men även av mycket skaldjur, ost och grönsaker.
Skaldjurslasagne är en maträtt som ursprungligen kommer från den italienska lasagnen. Skaldjurslasagne är en utvecklad maträtt som har samma grunder som den vanliga och traditionella lasagnen. 
Rätten kan göras på olika sätt. Eftersom skaldjur innefattar en stor mängd olika sorters djur kan den göras på olika sätt. Räkor är något som ingår i de allra flesta recepten. Skaldjurslasagne görs även på vanlig fisk.
En variant av skaldjurslasagne är fisklasagne som sägs ha uppfunnits 1997 av Per Holmberg när han drev köket i Ekbackens förskola i Hammarbyhöjden, Stockholm.